# Rialto (Kalifornie)
Rialto je město v okresu San Bernardino County ve státě Kalifornie ve Spojených státech amerických. Nachází se 90 kilometrů východně od největšího města Kalifornie Los Angeles.
K roku 2020 zde žilo 104 026 obyvatel. S celkovou rozlohou 62 km² byla hustota zalidnění 1 700 obyvatel na km². Ve městě se nachází řada distribučních center vlastněných například společnostmi Staples Inc., Amazon, Under Armour, Monster Energy nebo Target. Území, na kterém se město nachází, bylo dle nálezů historických artefaktů zřejmě osídleno již před rokem 1500. Američany bylo území osídleno v první polovině 19. století. Pro město a jeho okolí je charakteristické středozemské podnebí.